# マルチコプター

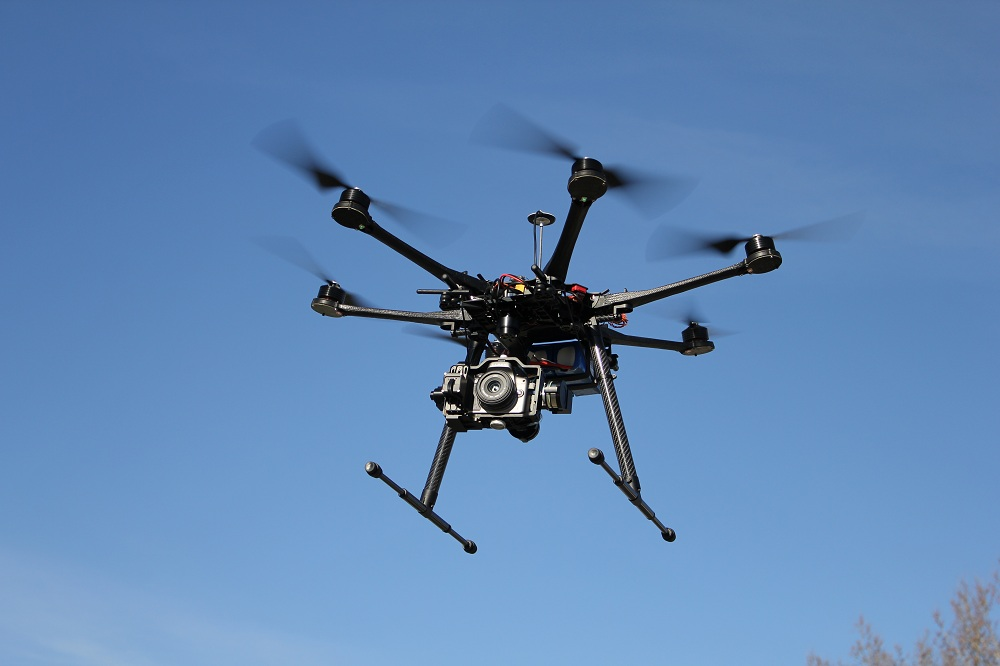
飛行中のDJI-S800 (ヘキサコプター)

マルチコプター（英語: multicopter）とは、ヘリコプターの一種であり、3つ以上のローターを搭載した回転翼機のことである。「マルチローターヘリコプター」や単に「マルチローター」とも呼ばれ、中でもローターが4つのものはクワッドローターと呼称される。また、今日では特に無人航空機（ドローン）を指すことが多い。

## 概説
機体中央から放射状に配置された複数のローター（回転翼）を備えており、各ローターを同時にバランスよく回転させることによって飛行する。上昇・下降はローターの回転速度（回転数）の増減によって行い、前進・後進・旋回などは、各ローターの回転数に差をつけ、機体を傾けることで行う。ローターは固定ピッチのものがよく使われ、右回り、左回りのものを交互に配置することで、回転の反作用を打ち消しあっている。
主に無線で遠隔操縦するラジコンヘリコプターや自律飛行が可能な無人航空機（ドローン）として使われている他、有人ドローン・空飛ぶクルマ等の有人航空機としての研究も行われている。

## 歴史
ガソリンエンジンを備えた有人クワッドコプターの研究はヘリコプター創生期から行われており、1907年にフランスのBreguet-Richet Gyroplaneが地上60センチメートルの浮上に成功し、最初に浮上した回転翼機とされている。1922年にはアメリカ陸軍によりde Bothezat helicopterの実験が行われた。ヘリコプター実用化後の1958年にも、アメリカ陸軍がタービンエンジン駆動のカーチス‐ライト VZ-7の実験を行っている。その後はティルトローター機として1963年にX-19、1966年にX-22の実験が行われた。
1994年3月7日に日本航空協会の公式試験で人力ヘリコプターであるYURI-Iがクワッドローターを装備して高さ20cm、滞空時間19.46秒を記録した。日本におけるクワッドロータの初期の事例である。
電動の小型マルチコプターは日本では1980年代に名古屋大学等の研究機関や一部の愛好家の間で開発が進められてきたが、当時は軽量、高容量のバッテリーや高出力の電動機の入手が困難で尚且つ、姿勢の変化に応じた連携制御が必要だったため、一般の愛好家が飛ばすことは困難だった。1989年7月にキーエンスからジャイロソーサーが発売され、これが契機となり、これまで垂直離着陸機を飛ばした経験のない者でも容易に飛ばせるようになった。この当時、搭載されていたジャイロスコープはモーターでコマを回転させる形式だった。
2000年代以降はスマートフォン等に使用されるMEMSジャイロスコープや加速度センサーが大量生産されて廉価になり、これらを搭載したマルチコプターが普及した。2010年、フランスのParrot SA社が「AR.Drone」を発売した。それまで、もっぱら産業機器であったドローンが一般人でも簡単に入手、飛行させられるというインパクトは大きく、この製品が今日のドローンブームの火付け役となり、特に2010年代はドローンにカメラジンバルを導入した中国のDJIの製品が世界のシェアの7割超を占めた。

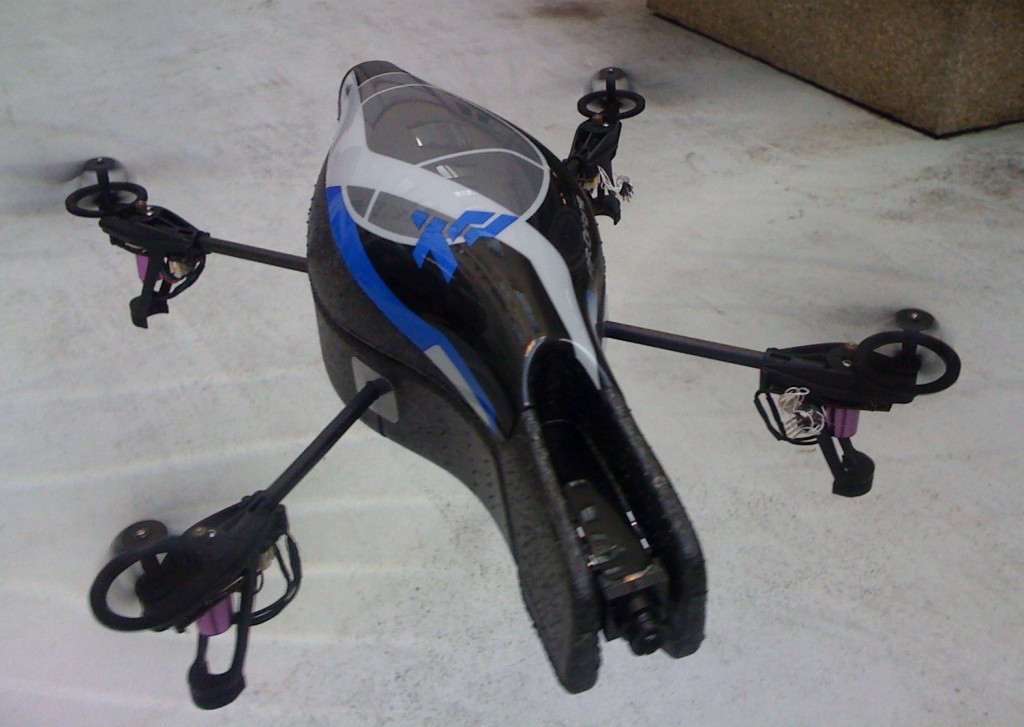
ドローンブームの火付け役となったAR.Drone

2013年12月　米Amazon.comがマルチコプターでの配送サービス「Amazon Prime Air」構想を発表した。
2015年11月　千葉県香取市にあるTHE FARM（ザファーム）にて第1回となる「Drone Impact Challenge 2015 （ドローン インパクト チャレンジ2015）」が開催され、総勢61名のパイロットが参加した。ニコニコ生放送にて生放送も行われた。
2016年03月　千葉県千葉市美浜区にある幕張メッセでイベント「Japan Drone 2016」が開催され、イベントの内の1つとして屋内レース「ドローン インパクト チャレンジ2016」が開催された。「Japan Drone 2016」の来場者数は8,023人。次回開催は2017年03月23日～25日 幕張メッセを予定。
2016年04月　楽天はドローンによる荷物配送サービス「そら楽」を05月に始めると発表した。第1弾としてゴルフ場で導入される。使われる機体はローター6つのヘキサコプターで最大積載量は約2kg。目的地までの飛行や荷物のリリース、帰還までを完全自動で自律飛行する。
2016年7月3日、兵庫県加東市で日本国内初の賞金つきドローン（マルチコプター）レースが開催された。一周200mの専用コースを3周、操縦者はゴーグルをつけてドローン（につけたカメラ）の視点で操作。およそ50人が参加し、時速100kmを超えて飛ぶレースとなった。
2016年8月、ヘキサコプターのドローンにて地雷を探知し処理まで行うサービス「Mine Kafon Drone」が、開発に必要な資金をKickstarter上にて募ったところ、目標金額の7万ユーロに対して倍以上の資金援助が集まった。
2016年11月、第56回全日本模型ホビーショーで京商より発表されたモデル、「DRONE RACER」が発売された。高度維持機能を持つ低空飛行用クアッドコプターとなり、R/Cカーで使われるホイラープロポで操縦できるよう設計されている。
2017年には、KDDIが実証実験としてLTEを利用した「スマートドローン」と呼ばれるオクトコプターにて目視外長距離飛行（総距離6.3 km）を行い、課せられた任務として「棚池への薬剤散布」を行った。飛行途中に「ドローンポート」と呼ばれる箇所に着陸して無人充電を行い、機体の行動半径を拡大させた。日本政府がめざしている過疎地でのドローン宅配などでの利用が期待されているが、安全性の担保が当面の課題とされた。

## 構造と原理

### 基本原理
一般的にマルチコプターは垂直方向に3個以上のローターを備える。ローターの数が2個以下の場合には姿勢を制御する為にサイクリックピッチ機構のような回転中に連続的にローターの角度を変える機構が必要になるが、ローターの数が増える事により、各ローターの回転数を増減する事で姿勢を制御できる。シングルローター式のヘリコプターよりも姿勢安定性が良い。各モーターの回転数の制御は、搭載されたジャイロスコープで傾きを検出して補正する方向にモーターの回転数を変える。
一方、複数あるローターのどれか一つでも停止すると墜落してしまうため、本質的にはシングルローター式のヘリコプターに安全性で劣る。
またローターの回転数のみで制御可能という簡素な構造を生かすために一般的にサイクリックピッチ機構や可変ピッチ機構を持たない。また機敏・精密に回転数を制御するために、回転モーメントが増大するローターの大型化にも制約がある（通常航空機のローターやプロペラは定速回転し、ピッチのみで制御を行う）。このため、エネルギー効率が悪く、特に高速水平移動は苦手とする。
そのため軽量な機体を精密に制御するような用途を得意とし、重量物を高速で搬送するような用途は苦手とする。
ローターのことをプロペラと記述することも散見されるが、推進力を主に発生させる装置ではないため適切ではない。

### フライトコントローラー

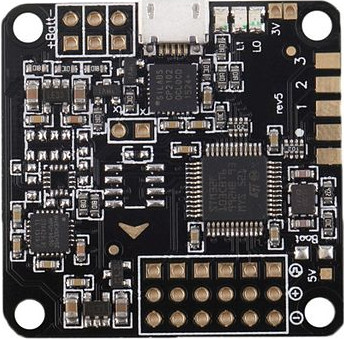
フライトコントローラーボード(Naze32)

自律飛行が可能な無人機タイプには、フライトコントローラー(Flight Controller：FC)が搭載されている。この部品は、ドローンの「脳」、「心臓部」、「中核」などと称されることもあるほどに重要な部品で、コンピュータと、ジャイロセンサーや加速度センサー、気圧センサー、GPSなどが一つのボードに納められている。各センサからの情報を源にコンピュータが機体の姿勢を監視・安定化させつつ、操縦に応じて機体の傾きや進行方向を制御するために用いられる。
フライトコントローラーのハードウェアとしてはNaze32とCC3Dが良く使用される。
そのハードウェアに制御アルゴリズムを実装したファームウェアをインストールして使用する。
基本的にはそれぞれのハードウェア専用のファームウェアを用いるが、異なるハードウェアでも共通で利用できるファームウェアもある。
代表的なファームウェアとしては以下のものがある。
- BaseFlight

Google Chrome用アドオンから設定が可能な無料のファームウェア。Naze32のデフォルト。
- CleanFlight

Baseflightから派生したファームウェア。開発スピードがBaseflightよりも早く、人気で情報が多い。
- BetaFlight

Cleanflightの性能強化・改善版。
- OpenPilot（英語版）

CC3Dのデフォルトとなっていた、オープンソースのファームウェア。現在は開発がストップし、LibrePilotに移行している。
- LibrePilot

2015年にOpenPilotのフォークとしてスタートしたファームウェア。

## 種類

### ローターの数による分類名
- トライコプター(＝ローター3つ)
- クアッドコプター（＝ローター4つ）
- ヘキサコプター（＝ローター6つ）
- オクトコプター（＝ローター8つ）

### 仕様による種類

#### カメラ搭載型
カメラ搭載型は、空撮や調査などで、人や従来の航空機が立ち入れない未知の視点からの撮影を可能にした。撮影している映像はFPVによって地上でリアルタイムでモニタリングが可能であるが、電波法の制約から出力や帯域が大きく制限されている。
写真やビデオ等の可視カメラの他、赤外線カメラを搭載するタイプもある。
映像制作用の場合、カメラはブラシレスジンバルに搭載されることで揺れのない映像を撮影できるようになった。

#### 測量型
連続写真による写真測量型やレーザー計測器を搭載した、測量船用の機体も存在する。

#### 輸送型
物資の輸送に特化した高いペイロード、長い航続距離を誇る機体も開発されている。
戦場での爆撃への利用も研究されている。

## 用途
以前のラジコン空撮はカメラの揺れが大きいため動画には適さず、写真の撮影がメインであった。しかしDJI社が発表したZ15という新しいカメラジンバル（カメラのスタビライザー・安定化装置）により、ほとんど揺れのない安定した映像を撮影できるようになった。このようなブラシレス、ダイレクトドライブ方式のジンバルは、他にFREEFLY社からMōVIというものが2013年のNABで発表された。

### 空撮

#### 火山観測
火山噴火時の状況を把握するために、マルチコプターを使用し、自動航行による火口観測や、観測用ローバーを山頂に運ぶなどの用途で使用されている。東北大学と、株式会社エンルートとの共同研究で、浅間山や新燃岳でのフィールド実験が行われている。

#### 屋内監視
レーザーセンサーなどを使用し、屋内での自動飛行も可能となっており、警備や、危険区域の探査にも活用されている。

#### 災害調査
自律飛行可能な利点を活かし、人が立ち入れない場所での調査が期待されている。

#### 防犯
大手セキュリティ会社、セコムが小型飛行監視ロボットとしてクァッド型のマルチコプターを開発した。

### スポーツ・レース
会場やコース上空からの空撮では、2015年1月22日、スポーツ放送初のマルチコプターによる中継を、米国スポーツチャンネルESPNがX-Gamesの中継で実施した。日本では、2015年9月6日、インターネットとCATVによるトライアスロン大会の生中継で、マルチコプターによる空撮が加わった。

### ホビー
現在、一般の店などで大量販売される遊びや趣味用マルチコプターは、従来のシングルローター(いわゆる「ヘリコプター」型)に比べ安定性が高く操縦しやすい。プロ用と比べ小型・軽量で、全長は、10cm以下から30～40cm程度が多いが80cm程のものもある。機体材質は合成樹脂(いわゆる「プラスチック」や「発泡スチロール」状)が多い。世界的に中国メーカー製の製品シェアが高まっており日本国内では日本のメーカー製の製品も販売されている。熱心な愛好者には、各パーツ、制御ユニット、モーター、ローター、バッテリー、FPVシステム、機体の材料(合成樹脂や炭素繊維)などを個別に入手し自作、飛行実験や趣味的飛行を楽しむ人もいる。

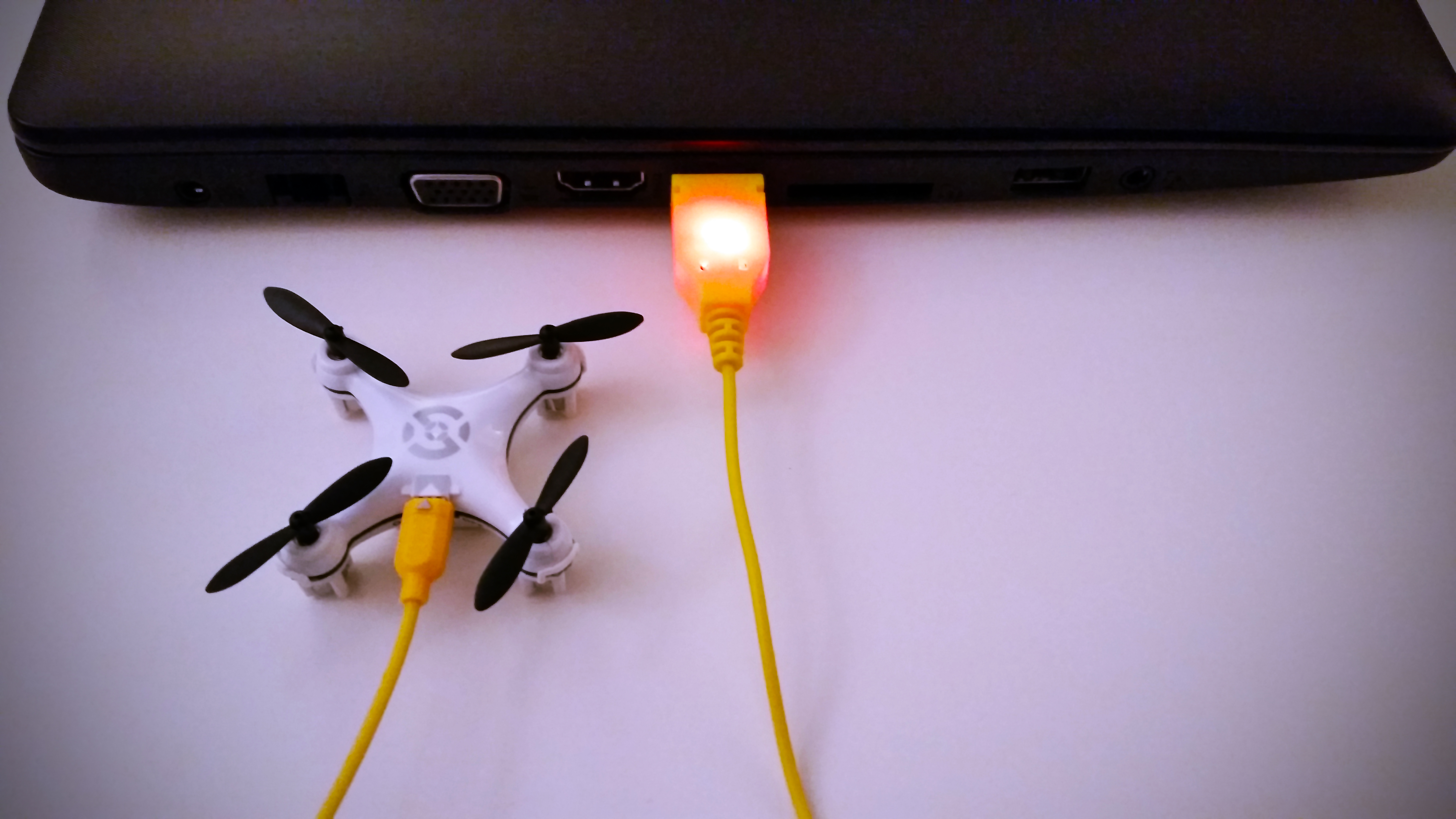
マイクロUSBケーブルで充電中の超小型クワッドコプター
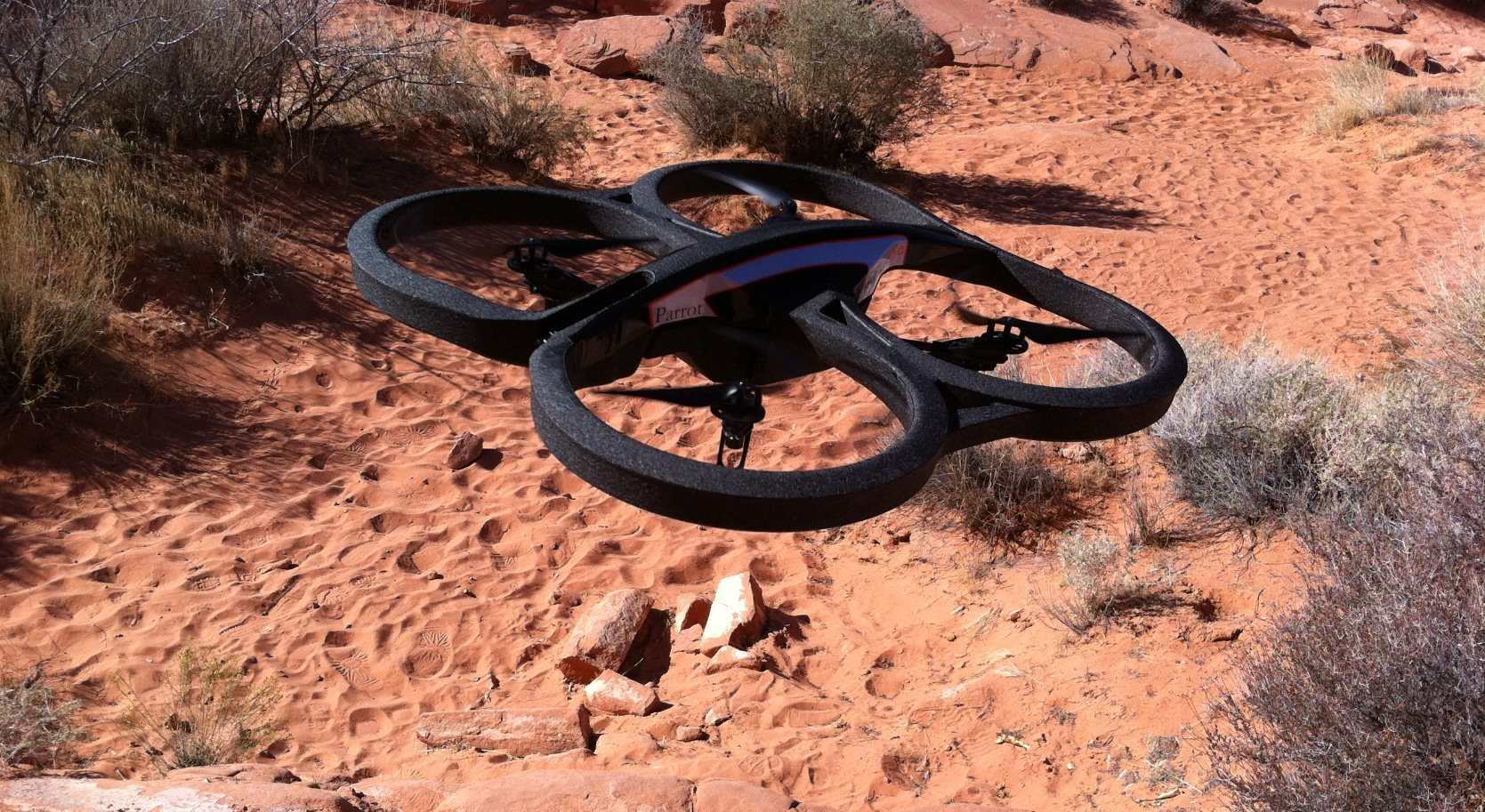
Parrot AR.Drone 2.0。発泡スチロールのような材質の筺体。
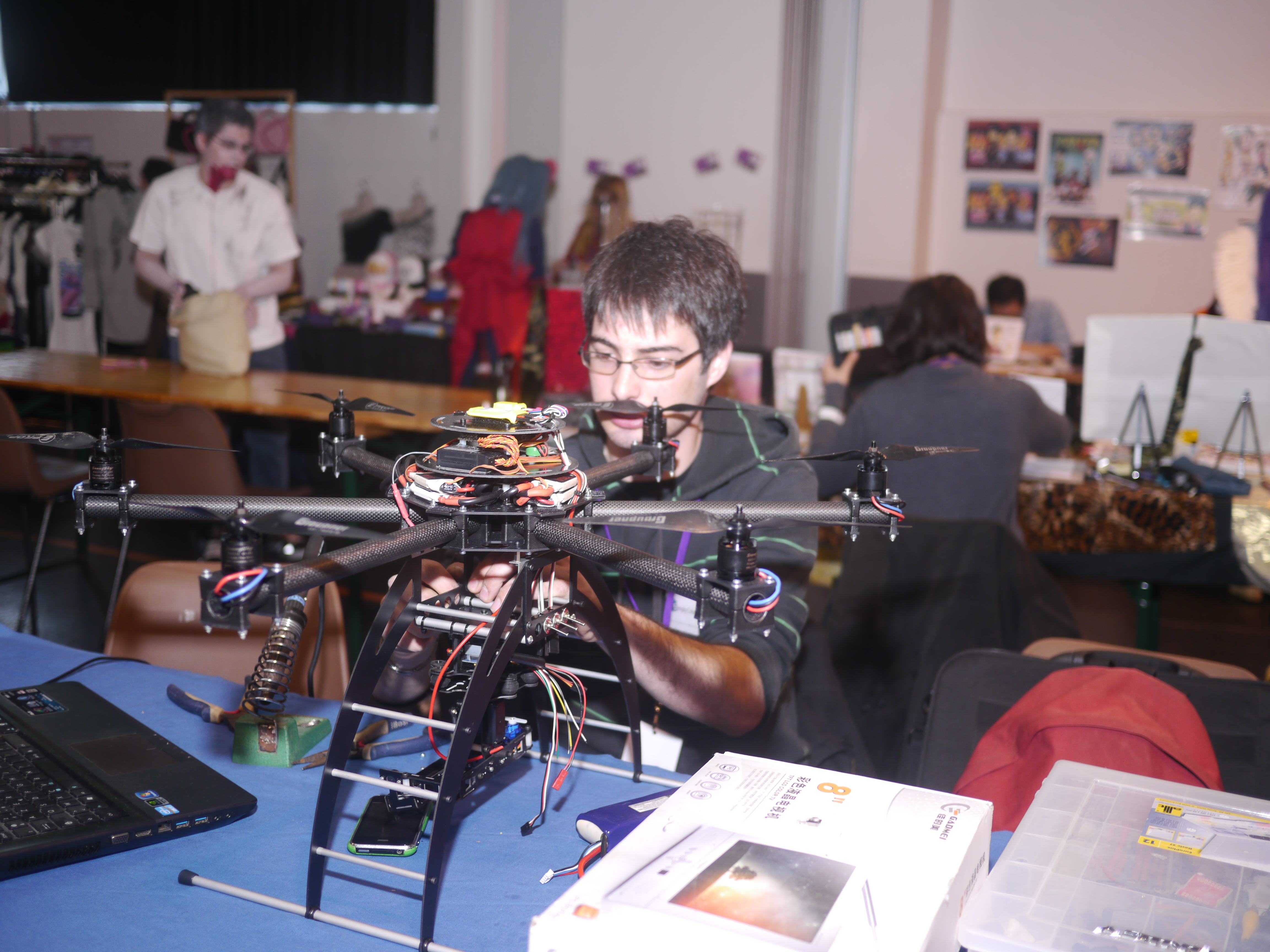
マルチコプターの組み立てや調整
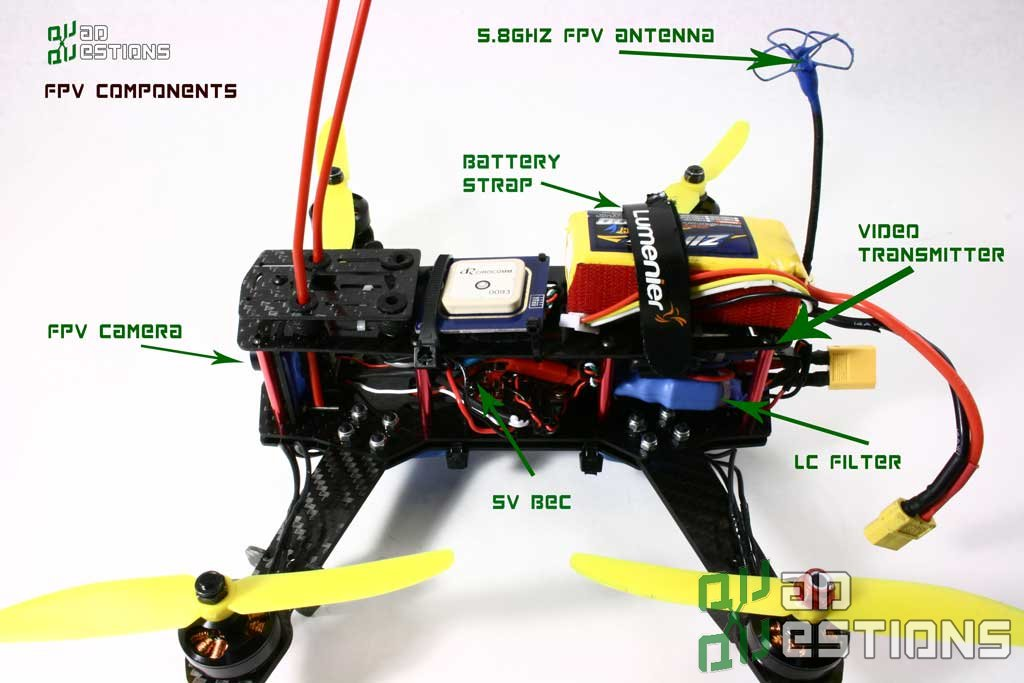
FPVレーサー
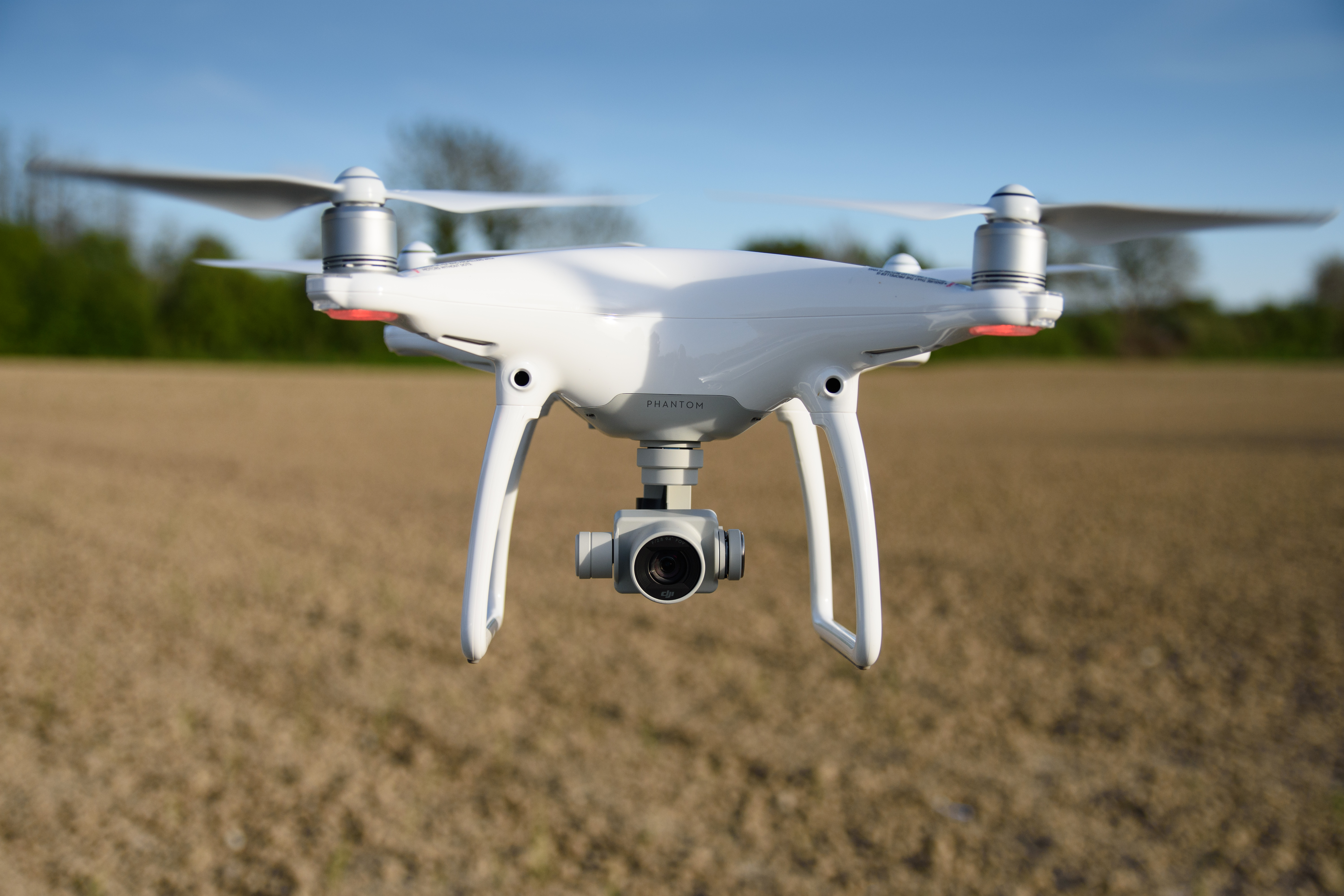
業界最大手DJI社のPhantom4
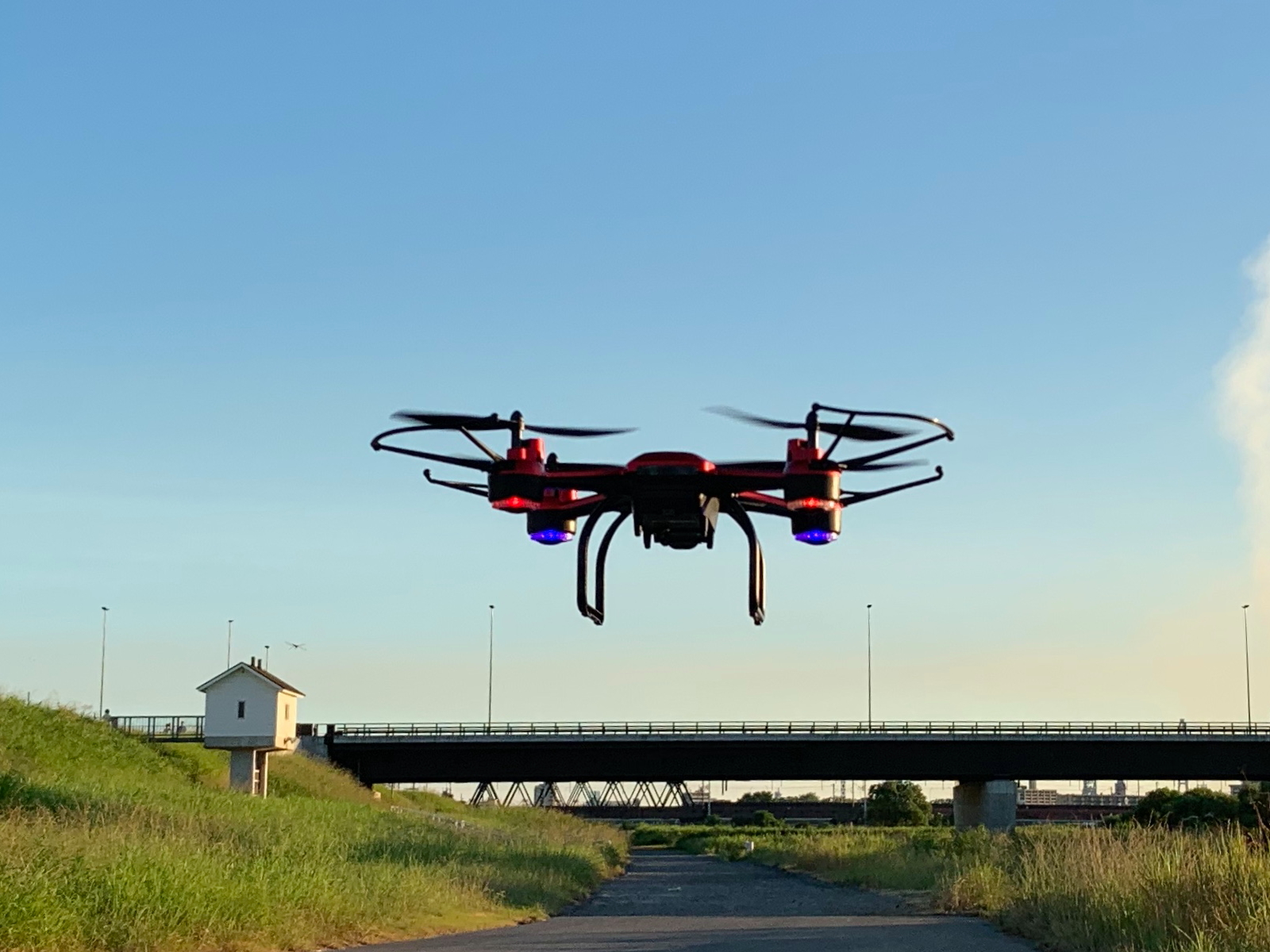
初心者向けの200g未満のドローン
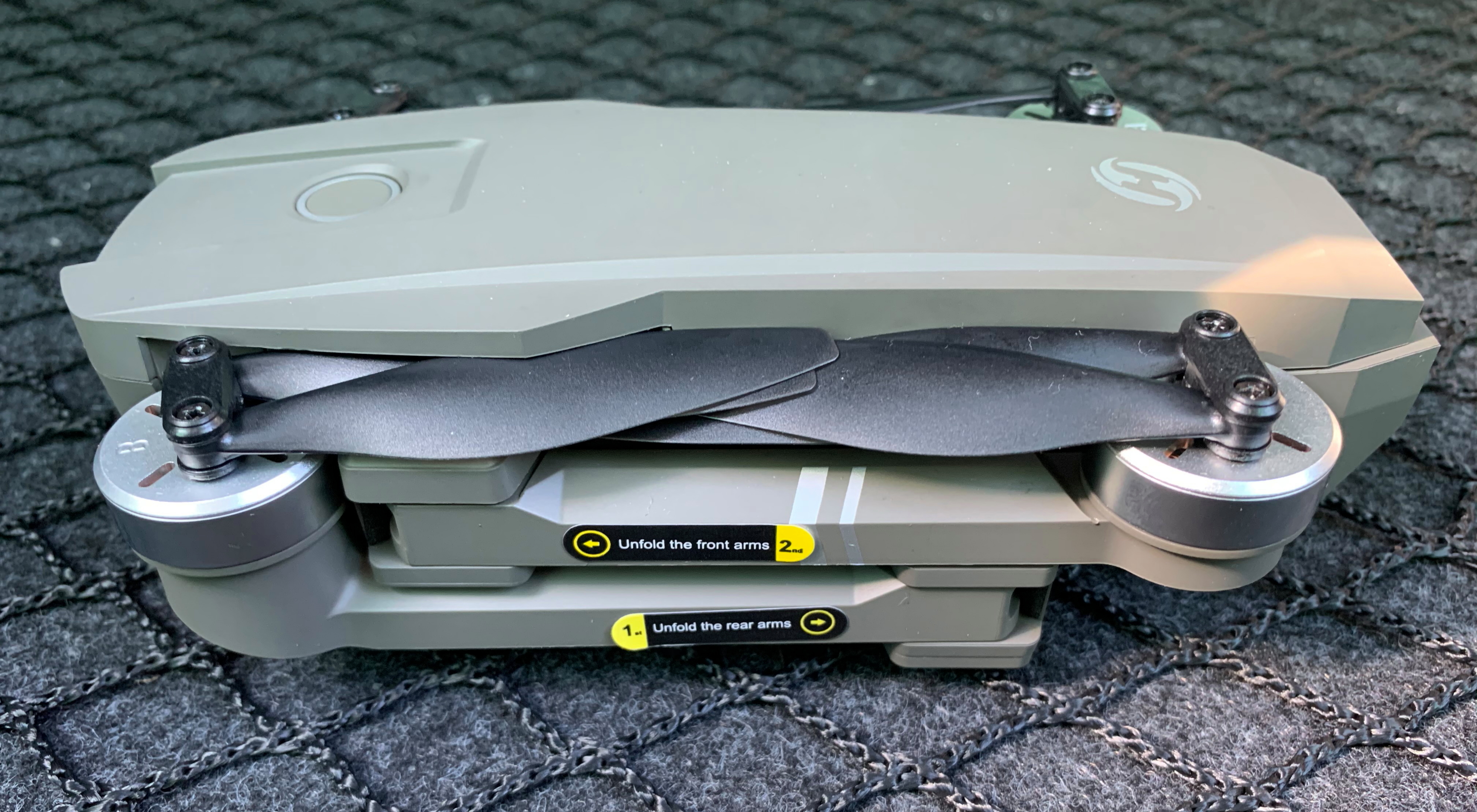
折りたたみ式ドローンの例

### 物資輸送
各国でドローンを使用した宅配便の計画が進行中で一部では実験的に運用されている。また医薬品のような緊急性を要し、尚且つ軽量の荷物が主流で自動体外式除細動器(AED)を緊急輸送する試みも進められつつある。

### 農業
以前は無線操縦ヘリコプターを使用していたが、操縦には技量が必要だった。高精度衛星測位を利用した自律制御式のマルチコプターによる種子や肥料の散布、防除が進められつつある。

## 有人機
動力集中式の搭乗機では、部品数が多くなり、動力を伝達する機構が複雑になる事などから実用性には乏しく、ヘリコプターの黎明期に数機種が開発され、飛行実験には成功したものの、クアッド・ティルトローターのように上述の理由により開発が中止されることが多く、実用機には採用されていない。電動マルチコプターのドローンが実用化されてからは、有人電動マルチコプターの研究も行われるようになったが、有人機など規模が大きくなればローター周りの慣性モーメントが増え、飛行制御の為の角速度の増減が追いつかなくなる傾向が現れ、フラッピングしない回転翼材は疲労し易く、人員輸送に耐えられる安全性確保が難しくなる。

## 安全性
ローター4つの内、一系統でトラブルが発生しただけで墜落に繋がるため安全性が要求される空撮分野等の産業用途では、ローター数を6つや8つに増やしたマルチコプターを利用するのが望ましい。
多くのマルチコプターは無線操縦であり、ECMのような妨害電波を受けると墜落を避けられない。これには、事前に設定したフェイルセーフの機能による自動着陸や、事前の機体の軽量化などで被害を抑えるくらいの対抗手段しか無い。ウクライナ侵攻(2022年)では光ファイバーを利用した有線操縦ドローンがウクライナ・ロシア軍双方で用いられている。
一般的にプロペラピッチが固定であるためオートローテーションが出来ない。受動的安定性も持たない。姿勢制御には常に動力で回転数を制御する必要がある。そのため、バッテリー切れなどで動力を失うと致命的である。バッテリー残量には常に注意を払い、残量が低下したら速やかに着陸させるべきである。
降下を指示すると、回転数が低下するため、姿勢制御能力が低下する。スロットルを上げてもプロペラの慣性により実際に反映されるには遅延がある。ピッチ可変の場合回転数を変えずに速やかに推力を調整し、逆推力を出すことも可能である。
対策として、機体外形を工夫して回転しながら降下できるようにしたものや、パラシュートが考案されている。

## 法規制

### 日本における法規制
個人レベルでも購入・操作できるようになってきたため、日本では、首相官邸無人機落下事件や文化財などの建築物の撮影や地域の祭などの催しで許可なく使用したり、操縦の不注意で衝突・落下が起きるなど、安全管理が問題になった。このような事態を受けて、マルチコプター等を含む無人航空機に対する規制を適用する改正航空法が2015年9月4日に可決成立、同年12月10日に施行された。単発と双発以上で操縦・整備の資格が異なるエンジン駆動式ヘリコプターとは異なり、現状特に有人マルチコプターにおいて、電動機の数が一基の機体との間で、操縦・整備の資格が異なる事は無い（法的に電動有人ヘリコプターのカテゴリーが存在しない）。

#### 規制対象となる無人航空機
航空法では「無人航空機」の定義として、「飛行機、回転翼航空機、滑空機、飛行船であって構造上人が乗ることができないもののうち、遠隔操作又は自動操縦により飛行させることができるもの（200ｇ未満の重量（機体本体の重量とバッテリーの重量の合計）のものを除く）」としている。
なお、総重量200グラム未満等であるために「無人航空機」に該当しないものであっても、「模型航空機」として、空港やその周囲などにおける「制限表面」に係る規制、およびその他の航空法による規制は、依然として適用される（「制限表面#打ち上げ等の禁止等」、「制限表面#その他の規制空域」を参照）。

#### 飛行空域の規制
次のいずれかに該当する空域における飛行は、事前に申請し、国土交通大臣による許可制とする。
- 空港、ヘリポートや飛行場等の周辺の次の空域（A空域）
  - 空港、ヘリポートやその周囲などに設定されている「制限表面」の上空の空域
  - 制限表面の設定がない飛行場周辺の告示で定める空域（国土交通省告示第1404号[56]）
    - 2018年11月現在、三沢飛行場、木更津飛行場、岩国飛行場に制限空域が設定されている。
- 地表または水面から150m以上の高さの空域（B空域）
- 人口集中地区 (DID) 上空であって、前述のA空域、B空域に該当しない空域（C空域）

私有地の上空であっても、上述の規制空域(A - C)に該当すれば、自らの土地でありまたは土地の所有者等から許可を得た場合であっても、航空法による国の許可が必要である。ただし、屋内や、ゴルフ練習場など網や幕等で6面が囲われた空間内では、航空法による国の許可は不要である。
規制空域(A - C)に該当しない空域では、航空法による国の許可は不要である。ただし、別途の法令（後述）や自治体の条例による規制を受ける場合がある。
その他、航空法等に規定される飛行禁止区域、民間訓練試験空域、自衛隊・在日米軍の制限に係る空域（射爆撃場や、横田空域その他）等は考慮する必要がある（「制限表面#その他の規制空域」を参照）。
やむを得ず規制空域(A - C)において無人航空機を飛行させようとする場合には、当該飛行させようとする者が自ら関係各機関と事前に調整しその了承を書面で得た上で、さらに国土交通大臣の許可を得る必要がある。A空域については空港、ヘリポート管理者または空港事務所と事前に調整しその了承を得た上で国の許可を得る。B空域については、該当空域の管制機関と事前に調整しその了承を得た上で国の許可を得る。管制機関は概ね、該当空域が民間訓練試験空域である場合航空交通管理センター、進入管制区である場合は管轄空港事務所等、それ以外は各管轄航空管制部となる。

#### 飛行方法の規制
空域の種別や国土交通大臣による許可の有無を問わず、無人航空機の飛行方法については次の規制が適用される。ただし、飛行方法について特別に国土交通大臣の承認を受けたときは、この限りではない。
- 夜間飛行の禁止（日没から日の出までの時刻）
- 地上高150メートル以上での飛行禁止。
- 目視外飛行の禁止（すなわち飛行させる者が直接に目視できる範囲内に限り飛行させる事および常時監視する事。よって遠隔モニター監視は禁止。）
- 地上または水上にある、他人、または他人の車両や船舶等、建築物もしくは工作物等の物件[58]から30メートル以上離して飛行させること。
- 祭礼、縁日、展示会、スポーツ・運動等の試合・大会等、コンサート、フェスティバル、デモ活動等その他、多数の人が集まるイベント等やその会場等の上空での飛行禁止[59]
- 爆発物、可燃物、危険物、有害物等および武器類の積載禁止（無人航空機の燃料や動力、保安装置、その他の無人航空機に装備される機器に用いるために積載する物を除く）
- 航空機からの物件投下の禁止（液体の散布を含む。但し、物件を地上に置いて下ろす場合を除く。）

以上参考：無人航空機（ドローン・ラジコン機等）の飛行ルール - 国土交通省

#### 適用除外
捜索、救助等のための特例として、都道府県警察、国若しくは地方公共団体又はこれらの者の依頼により捜索若しくは救助を行う者が、航空機の事故その他の事故に際し、捜索、救助目的のために行う無人航空機の飛行については、前述「飛行空域の規制」および「飛行方法の規制」は適用されない。なお、この場合も「制限表面#打ち上げ等の禁止等」、「制限表面#その他の規制空域」の諸規制（飛行通報含む）を遵守する事が推奨されており、また警察、自衛隊または災害対策本部等と適宜協議、連絡する事が推奨されている。

#### 別途の法令等による規制など
- 小型無人機等飛行禁止法により、飛行禁止される場合（国会議事堂、両院議長公邸、首相官邸、国の中央省庁庁舎、最高裁、皇居（赤坂御所を含む）、主要政党の本部事務所、外国公館（外国要人が会合その他のため臨時に所在する場所を含む）、原子力発電所・原子力施設の敷地とこれらの周囲概ね300メートル程度の公示指定地域の上空）
- 画像伝送用・制御用の送信機は電波法により規制されるが、従前は微弱無線局、小電力無線局等の免許不要局によるものが主で、僅かに画像伝送用周波数が1波のみ携帯局用に割り当て[62]られていた。2016年8月31日に産業用ドローン等の画像伝送用・制御用として専用周波数帯を設定し免許不要局より大出力の送信機を利用できるよう無人移動体画像伝送システムが制度化[63]された。マルチコプターでは携帯局の免許を取得[64]し、第三級陸上特殊無線技士以上の無線従事者による管理を要する[65]。同時にアマチュア無線においてFPVシステムと呼ばれる移動体の遠隔操縦についての制度も整備され、第四級アマチュア無線技士以上の無線従事者がアマチュア局の免許を取得して行う[65]が、事業用として利用することはできない。ドローン等に用いられる無線設備について[66][67]も参照。
- 地方公共団体の条例により、特定の地域、空域で飛行等が禁止されている場合がある[68][69]（2018年11月現在。*は罰則・過料等あり）[70]
  - 千葉県芝山町：ひこうきの丘
  - 横浜市：公園条例（飛行条件あり）
  - 神奈川県平塚市：都市公園条例*、公民館体育館内
  - 静岡県南伊豆町：海水浴場条例*
  - 富山県：都市公園・置県百年記念公園・利賀芸術公園・県立自然公園・立山山麓家族旅行村・花総合センター・21世紀の森・植物公園・有峰森林文化村・伏木富山港の一部（各条例*）
  - 愛知県：伊勢志摩サミット開催中、中部国際空港周囲4kmを規制*（失効）
  - 神戸市：港湾施設条例*（港湾緑地。イベント中禁止、報道等は事前申請許可制）、須磨海岸条例*（原則禁止、報道等は事前申請許可制）
  - 鳥取県：都市公園条例*（他人の周囲を飛行させ不安を覚えさせる場合のみ[71]）、鳥取砂丘条例*（同様、ガイドラインも遵守）
  - 佐賀県：佐賀空港条例[70]
  - ほか、都市公園条例により都市公園敷地上空を飛行規制している自治体等
    - 神奈川県相模原市、神奈川県二宮町、長野県安曇野市、岐阜県、岐阜県多治見市、岐阜県笠松町、愛知県（全て*）
    - 同様の条例により事前申請許可制とする自治体等
      - 長野県*、奈良県、兵庫県*、佐賀県[72]
- 無人航空機の飛行の禁止を表明している第三者の住居、邸宅や建造物（建物の囲繞地を含む）の上空を飛行した場合、土地所有権の侵害となる可能性がある。

#### 民事責任
無人航空機を含め航空機を落下させたために他人の生命、身体や財産に損害を与えた場合には、損害賠償責任が生じる。

#### 無人航空機操縦者技能証明制度
無人航空機操縦者技能証明制度が2022年より開始した。

### 欧米における法規制

#### アメリカ合衆国
アメリカでは2015年2月に連邦航空局（FAA）が商用目的の「小型無人航空機システム規則案」を発表した。
小型無人航空機システム規則案では、重量55ポンド（25 kg）未満の無人航空機について連邦航空局（FAA）の耐空証明証は不要とする一方、航空機登録及び航空機表示は必要としている。
なお、連邦政府による規制に先駆けて約半数の州が法規制を行っている。

#### イギリス
イギリスでは航空令（Air Navigation Order, 2009)により20㎏未満の無人航空機を「小型無人航空機」と定義する。20㎏未満の無人航空機は耐空証明や登録は不要だが、原則運航許可と操縦士資格が必要である。

## 参照・出典
1. ↑  丹羽昌平, 杉浦一郎、「VTOL 実験機とその制御」『計測と制御』 1986年 25巻 8号 p.729-736, doi:10.11499/sicejl1962.25.729, 計測自動制御学会
2. ↑  ダクテッドファン形VTOL実験機
3. ↑  “中国DJIが世界のドローン市場で圧倒的シェアを占める理由”. CNET. (2015年7月13日) 2019年12月3日閲覧。
4. ↑  “Axios Future”.   Axios (2019年11月23日). 2019年12月3日閲覧。
5. ↑  “Amazon、ドローンでの配送サービス「Prime Air」構想を発表”.  アイティメディア株式会社. 2016年5月17日閲覧。
6. ↑  “プレスリリース” (PDF).   Drone Impact Challenge. 2016年5月18日閲覧。
7. ↑  “日本初上陸「ドローン・インパクト・チャレンジ」で見た、最高時速100キロの興奮”.   SENSORS. 2016年5月18日閲覧。
8. ↑  “Archives in 2015”.   Drone Impact Challenge. 2016年5月18日閲覧。
9. ↑  “ドローン・インパクトチャレンジ//パイロットエントリー”.   Drone Impact Challenge. 2016年5月18日閲覧。
10. ↑  “ドローンインパクトチャレンジ2016：優勝者決定【Japan Drone 2016】”.   DRONE: ZERO GRAVITY. 2016年5月18日閲覧。
11. ↑  “はじめてのドローンレース観戦レポ！想像以上に速い、観客もどよめく圧倒的なスピード。ドローンインパクトチャレンジ”.   BOOST MAGAZINE. 2016年5月18日閲覧。
12. ↑  “ジャパン・ドローン 2016”.   JUIDA 一般社団法人日本UAS産業振興協議会. 2016年5月18日閲覧。
13. ↑  “楽天、ドローン配送「そら楽」開始　第1弾はゴルフ場で”.  アイティメディア株式会社. 2016年5月17日閲覧。
14. ↑  ドローンの操縦技術競う国内初の賞金レース 兵庫
15. ↑  “"地雷のない世界"は実現するか 地雷を安全に除去するドローン「Mine Kafon Drone」”.   NEWSTORY. 2016年9月8日閲覧。
16. ↑  “ドローンで地雷を駆除。Mine Kafonプロジェクトが目指すもの”.   DRONE.jp. 2016年9月8日閲覧。
17. ↑  “誰でも楽しめるレーシングドローン「DRONE RACER」ができるまで”.   ブーストマガジン (2016年11月25日). 2016年12月21日閲覧。
18. ↑  “1/18スケール ラジオコントロール ドローンレーサー DRONE RACER”.  京商株式会社. 2016年12月21日閲覧。
19. ↑  “ドローンは「どこまでも飛んでいける」 長距離自律飛行・無人充電実験にKDDIが成功”.   Engadget 日本版 (2017年11月29日). 2018年3月13日時点のオリジナルよりアーカイブ。2017年11月30日閲覧。
20. 1 2  “フライトコントローラーのF1 F3とは？FPVドローンレース機のおすすめFC”.   BE INTO DRONE. 2016年7月27日閲覧。
21. ↑  “ドローンのオープンソース化の流れと産業利用に与える影響”.   DRONE MEDIA. 2016年7月27日閲覧。
22. ↑  “ドローンのA TO Z ！ドローンの基本から丸わかりガイド”.   BE INTO DRONE. 2016年7月28日閲覧。
23. ↑  “初心者が語るRCマルチコプターの基礎知識 フライトコントローラー編”.   ソラトモ Ph.. 2016年7月28日閲覧。
24. ↑  “FPVレーシングドローンの作り方”.   FPVドローンラボ. 2016年8月1日閲覧。
25. ↑  “Racer Drone Accessory”.   株式会社ジーフォース. 2016年8月1日閲覧。
26. ↑  “OpenPilotでCC3Dのマルチコプターの設定を行う”.   BE INTO DRONE. 2016年8月1日閲覧。
27. ↑  “How to install Baseflight”.   EasyRC.co.uk. 2016年8月1日閲覧。
28. 1 2  “CleanFlightでnaze系FCのマルチコプターの設定を行う”.   BE INTO DRONE. 2016年8月1日閲覧。
29. ↑  “Naze32へのBetaflightインストール編”.   空飛ぶパソコン. 2016年8月1日閲覧。
30. ↑  “OpenPilot”.   LibrePilot/OpenPilot Wiki. 2016年8月1日閲覧。
31. ↑  “About LibrePilot”.   LibrePilot Documentation. 2016年8月1日閲覧。
32. ↑  “クラウドファンディングで賄うウクライナ軍ドローン部隊”.   VICE Japan. 2016年7月29日閲覧。
33. ↑  米国コロラド州アスペンにて、ESPNは冬季X-Gamesの中継にドローンからの空撮を取り入れた。「ESPN、スポーツ放送初のドローン中継を実施」、および、「Aerial drone coverage debuts at X Games Aspen」 参照
34. ↑  佐渡国際トライアスロン大会にて、従来のコース周辺での撮影映像に加えて、バイクコース上空また沖合上空から見たスタート地点やバイクコースの映像も放映された（2015年9月6日 6：00～21：30放映）。同大会「歴史」 参照
35. ↑  “アマチュア無線でRC FPVを楽しむ”.   JI1BZN　/ JA7CME. 2016年5月15日閲覧。
36. ↑   １１９番で「救命ドローン」、薬やＡＥＤ届ける…今秋に実証実験
37. ↑   空から農業を一変させる。 リモートセンシングと無人ヘリで切り開く農業の未来とは？
38. ↑  「ヘリコプタ」 社団法人 日本航空技術協会 ISBN 4-930858-45-3
39. ↑  “4モーターが危険な理由”.   株式会社 0. 2016年5月16日時点のオリジナルよりアーカイブ。2016年5月17日閲覧。
40. ↑  “8モーターが安全な理由”.   株式会社 0. 2016年4月9日時点のオリジナルよりアーカイブ。2016年5月17日閲覧。
41. ↑  “6モーターは危険？安全？”.   株式会社 0. 2016年5月11日時点のオリジナルよりアーカイブ。2016年5月1日閲覧。
42. 1 2  “マルチコプタージャマーについて”.   株式会社 0. 2016年5月15日時点のオリジナルよりアーカイブ。2016年5月17日閲覧。
43. ↑  “GPS Jammer の脅威”.   PAUI 株式会社. 2016年5月17日閲覧。
44. ↑  “ウクライナ軍で広がる「光ファイバードローン」 元米海兵隊員が普及へ奔走 | Forbes JAPAN 公式サイト（フォーブス ジャパン）”. forbesjapan.com. 2024年12月24日閲覧。
45. ↑  “ドローンの落下原因｜ドローンの基礎知識3”. イプロスマーケティングサイト. 2024年12月24日閲覧。
46. ↑  “Drone design features an autorotating body” (英語). New Atlas (2017年3月1日). 2024年12月24日閲覧。
47. ↑  “PARASAFE | ドローンを安全に世界に安心を”. PARASAFE | ドローンを安全に世界に安心を (2022年6月8日). 2024年12月24日閲覧。
48. ↑  １５歳少年逮捕　浅草・三社祭で「ドローン飛ばす」予告、業務妨害の疑い 産経新聞 2015年5月21日 2025年1月16日閲覧
49. ↑  警察挑発、再三の注意無視　ドローン飛行予告少年「答えるつもりありません」 産経新聞 2015年5月22日 2025年1月16日閲覧
50. ↑  ドローン：姫路城大天守に衝突　窓枠に擦り傷５カ所　兵庫 毎日新聞 2015年9月20日 2025年1月16日閲覧
51. ↑  姫路城ドローン衝突、操縦の会社役員が出頭 読売新聞 2015年9月20日 2025年1月16日閲覧
52. ↑  ドローン、密集地で禁止　改正航空法が成立 産経ニュース 2015年9月4日
53. ↑  ドローン：法律で規制…密集地の飛行禁止　改正航空法成立 毎日新聞 2015年9月5日
54. ↑  ドローン飛行、国の許可・承認１１４件　改正航空法、規制初日 産経ニュース 2015年12月10日
55. ↑  無人航空機（ドローン、ラジコン機等）の安全な飛行のためのガイドライン 国土交通省 航空局 2025年1月16日閲覧
56. ↑  国土交通省告示第1404号 国土交通省 2016年12月12日 2025年1月16日閲覧
57. ↑  “航空：空港等設置管理者及び空域を管轄する機関の連絡先について - 国土交通省”. www.mlit.go.jp. 2018年11月5日閲覧。
58. ↑  農林山地の地面および農林山地にある自然物（岩、樹木、草など）、道路の路面や堤防およびこれらにある自然物（街路樹や草など）、鉄道の線路などは該当しない。ただし、自然物のうち他人の財物（農林水産業に係る作物、材木や魚介など）についての該当性は不明である。農林山地にある工作物（例：ビニールハウス、ボイラー、農林用の柵、支柱、ネットその他）は該当する。また道路については交通信号機や道路付属物（例：標識、照明、カーブミラー、防護柵、停留所など）は工作物に該当するし通行する人車があればこれを避けなければならない。鉄道についても架線や信号機、架空信号線や信号柱なども工作物に該当し、また危険なため現用路線の建築限界に接近してはならない。平成２７年度 物流における無人航空機の活用に係る調査実施等業務 報告書 - 国交省
59. ↑  人の集まりであって、企画、予定もしくは計画されたもの、集団の意思として行動するもの、または避難ほか緊急やむを得ない場合などにおけるものに適用される。それ以外の、人の通行などにより自然発生した人の集まり（信号待ちなど）には適用されない。

平成２７年度 物流における無人航空機の活用に係る調査実施等業務 報告書 - 国交省
60. ↑  “航空：無人航空機（ドローン・ラジコン機等）の飛行ルール - 国土交通省”. www.mlit.go.jp. 2018年11月5日閲覧。
61. ↑  航空法第132条の92の適用を受け無人航空機を飛行させる場合の運用ガイドライン 国土交通省 航空局 2015年11月17日 2025年1月16日閲覧
62. ↑  平成19年総務省告示第482号による周波数割当計画改正
63. ↑  平成28年総務省告示第344号による周波数割当計画改正および平成28年総務省令第83号による無線設備規則改正
64. ↑  ロボットなどもっぱら陸上で使用するものであれば陸上移動局の免許を取得する。
65. 1 2  携帯局の免許申請は団体・個人を問わず可能で、免許人と無線従事者との間に法令上の要件は無い。アマチュア局の免許申請はアマチュア無線技士または同等の資格者でなければできない。
66. ↑  “総務省 電波利用ホームページ | ドローン等に用いられる無線設備について”. www.tele.soumu.go.jp (2018年5月8日). 2018年11月6日閲覧。
67. ↑  ドローン等に用いられる無線設備について 総務省電波利用ホームページ（国立国会図書館のアーカイブ:2017年4月1日収集）
68. ↑  “航空：無人航空機（ドローン・ラジコン機等）の飛行ルール - 国土交通省”. www.mlit.go.jp. 2018年11月6日閲覧。 “「無人航空機の飛行を制限する条例等」”
69. ↑  無人航空機の飛行を制限する条例等 国土交通省 2025年1月16日閲覧
70. 1 2  。そもそも他人の住居、邸宅や建造物（建物の囲繞地を含む）の内側に操縦者が立ち入った上で、当該住居等（囲繞地を含む）の内側または上空でドローン等を飛行させる場合には、法的にも当該住居等の管理権者の意思に服する必要がある（新住居権説、最判昭和58年4月8日刑集37巻3号215頁）
71. ↑  距離に明文の規定が無いため、航空法30メートル離隔ルールを参考
72. ↑  航空法に基づき国土交通大臣の事前許可を受けた機体が当該飛行方法に基づき都市公園上空を通過するのみの場合については適用除外としている。
73. 1 2 3 4 5  岩本 誠吾「日本における小型ドローンの法整備のあり方―比較法の視点から―」 安全保障貿易情報センター